# Stardust (album Lena)
Stardust è il terzo album della cantante pop tedesca Lena pubblicato nel 2012 da Universal.

## Il disco
Il 12 ottobre 2012 l'album è stato pubblicato in Austria, Germania e Svizzera dall'etichetta discografica Universal.

## Tracce
1. Stardust – 3:30 (testo: Rosi Golan, Tim Myers)
2. Mr. Arrow Key – 3:33 (testo: Lena Meyer-Landrut, Linda Carlsson, Sonny Boy)
3. Pink Elephant – 3:35 (testo: John Gordon, Ginger Mackenzie, Mathias Ramson)
4. Neon (Lonely People) – 3:30 (testo: Lena Meyer-Landrut, Matthew Benbrook, Pauline Taylor)
5. Better News – 3:02 (testo: Lena Meyer-Landrut, Ian Dench, Martin Sutton)
6. Day to Stay – 3:55 (testo: Lena Meyer-Landrut, Sonny Boy Gustafsson, Linda Carlsson)
7. To the Moon – 3:28 (testo: Lena Meyer-Landrut, Alexander Schroer)
8. Bliss Bliss – 3:11 (testo: Tjeerd Bomhof, Elliot James, James Walsh)
9. Asap (feat. Miss Li) – 2:47 (testo: Lena Meyer-Landrut, Sonny Boy Gustafsson, Linda Carlsson)
10. I'm Black – 3:04 (testo: Lena Meyer-Landrut, Ian Dench, Martin Sutton)
11. Goosebumps – 3:38 (testo: Lena Meyer-Landrut, Sonny Boy Gustafsson, Linda Carlsson)
12. Don't Panic – 2:27 (testo: Lena Meyer-Landrut, John "Johnny" McDaid, James Flannigan)

Durata totale: 39:40

## Successo commerciale
In Germania, Stardust ha debuttato al secondo posto, venendo superato dal nono album da solista del rapper berlinese Bushido, AMYF. È il primo album della cantante a non debuttare al primo posto nella Media Control Charts. La settimana successiva, l'album scende all'8ª posizione. Mantiene tale posizione anche la settimana seguente, per poi scendere di altre cinque posizioni, stabilendosi al tredicesimo posto. Stardust è stato certificato disco d'oro per le oltre 100 000 copie vendute dalla Bundesverband Musikindustrie.

## Classifiche

### Classifiche settimanali
| Classifica (2012) | Posizione raggiunta |
| ----------------- | ------------------- |
| Austria           | 14                  |
| Germania          | 2                   |
| Svizzera          | 31                  |

### Classifiche di fine anno
| Classifica (2012) | Posizione |
| ----------------- | --------- |
| Germania          | 55        |